# Échelle internationale de difficulté fluviale

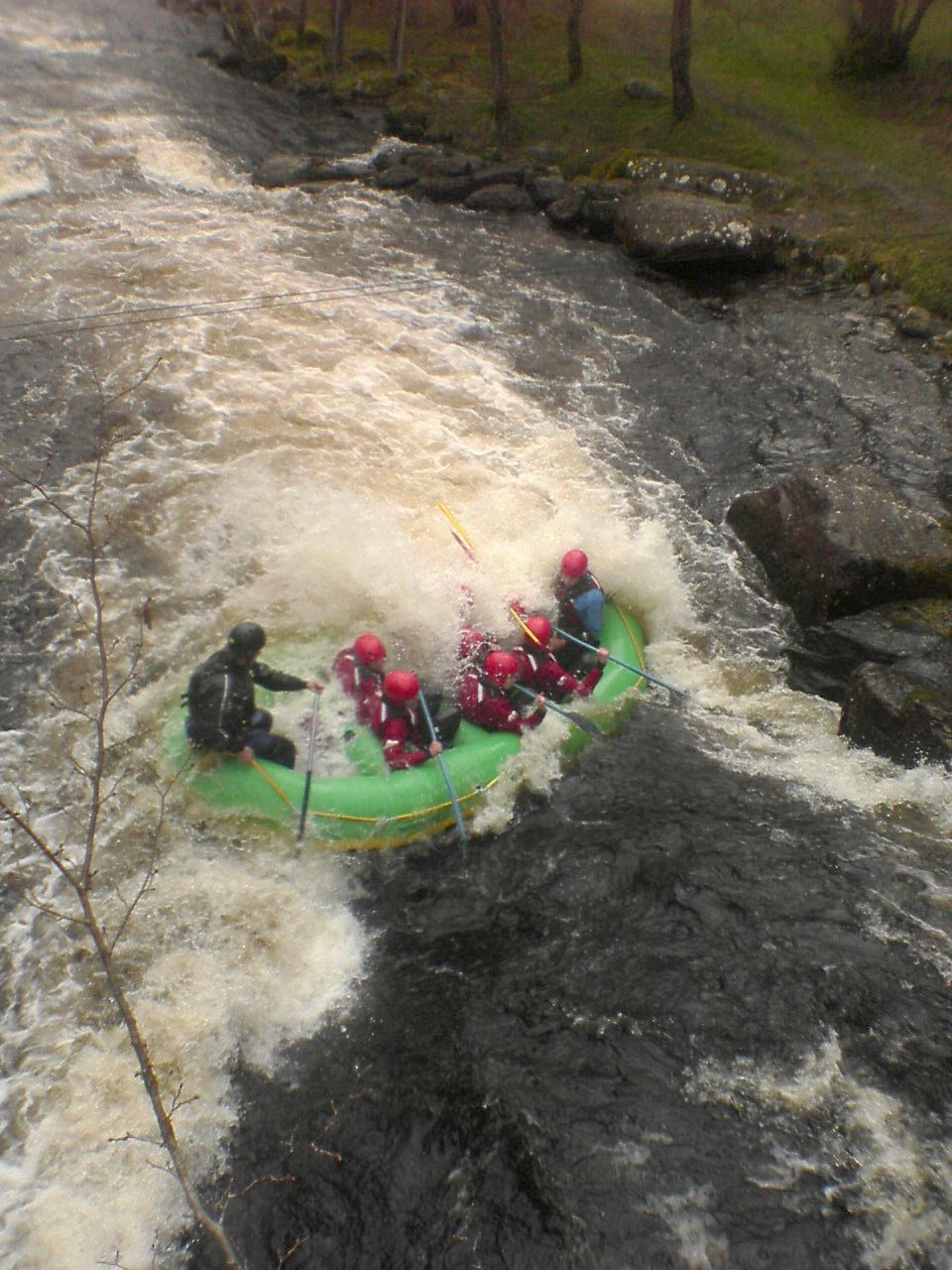
Rapide de « classe III » à Canolfan Tryweryn, Pays de Galles.

L' échelle internationale de difficulté fluviale (en anglais : International scale of river difficulty) est un système américain utilisé pour évaluer la difficulté de naviguer sur un tronçon de rivière, ou un rapide (parfois en eau vive ). L'échelle fut créée par l' American Whitewater Association pour évaluer les rivières du monde entier, d'où l'appellation international. Il ne faut pas la confondre avec le système d'évaluation des eaux vives utilisée à l'échelle internationale, qui est publié et adapté par un comité de la Fédération internationale de canoë (FIC),.
Les notes de cette échelle reflètent la difficulté technique et le niveau de compétence requis associés à la section de rivière. L'échelle est utile pour divers sports nautiques et des activités telles que le rafting, hydrospeed, eau vive du canoë, se lever le surf paddle et kayak d' eau vive.

## Classification
Il existe six catégories, chacune désignée sous le nom de grade ou classe suivie d'un numéro. L'échelle n'est ni linéaire, ni fixe. Par exemple, il peut y avoir des deux niveaux difficiles, des trois niveaux faciles, etc. Le niveau d'une rivière peut (et change généralement) avec le niveau du débit. Souvent, une rivière ou un rapide se verra attribuer une note numérique, puis un plus (+) ou un moins (-) pour indiquer s'il se situe à l'extrémité supérieure ou inférieure du niveau de difficulté.
Bien qu'une section de rivière puisse recevoir une classification générale, elle peut contenir des sections au-dessus de ce niveau, souvent désignées comme des caractéristiques, ou inversement, elle peut également contenir des sections d'eau de niveau inférieur. Des détails sur les portages peuvent être donnés si ceux-ci posent des défis spécifiques.
Résumé des classifications des rivières présentées par l'American Whitewater Association:
| Classe I: Facile                             | Eau en mouvement rapide avec des riffles et de petites vagues. Peu d'obstacles, tous évidents et facilement manqués avec peu d'entraînement. Le risque pour les nageurs est faible; l'« auto-sauvetage » est facile. |  |
| Classe II: Novice                            | Des rapides simples avec de larges canaux clairs qui sont évidents sans repérage. Des manœuvres occasionnelles peuvent être nécessaires, mais les rochers et les vagues de taille moyenne sont facilement évités par des pagayeurs entraînés. Les nageurs sont rarement blessés et l'assistance de groupe, bien qu'utile, est rarement nécessaire. Les rapides qui sont à l'extrémité supérieure de cette plage de difficulté sont désignés par classe II +. |  |
| Classe III: Intermédiaire                    | Rapides avec des vagues modérées et irrégulières qui peuvent être difficiles à éviter et qui peuvent submerger un canoë ouvert. Des manœuvres complexes en courant rapide et un bon contrôle du bateau dans les passages étroits ou autour des rebords sont souvent nécessaires; de grosses vagues ou des crépines peuvent être présentes mais sont facilement évitées. De forts tourbillons et de puissants effets de courant peuvent être présents, en particulier sur les rivières à fort débit. Le scoutisme est conseillé pour les groupes inexpérimentés. Les blessures en nageant sont rares; l'auto-sauvetage est généralement facile, mais une assistance de groupe peut être nécessaire pour éviter les longues nages. Les rapides qui se trouvent à l'extrémité inférieure ou supérieure de cette plage de difficulté sont respectivement désignés Classe III- ou Classe III +. |  |
| Classe IV: Avancée                           | Rapides intenses, puissants mais prévisibles nécessitant une manipulation précise du bateau dans des eaux turbulentes. Selon le caractère de la rivière, elle peut présenter de grandes vagues et des trous inévitables ou des passages étroits exigeant des manœuvres rapides sous pression. Un tour de tourbillon rapide et fiable peut être nécessaire pour initier des manœuvres, repérer des rapides ou se reposer. Les rapides peuvent exiger des mouvements «obligés» au-dessus des dangers dangereux. Le dépistage peut être nécessaire la première fois. Le risque de blessure pour les nageurs est modéré à élevé et les conditions de l'eau peuvent rendre l'auto-sauvetage difficile. L'assistance de groupe pour le sauvetage est souvent essentielle mais nécessite des compétences expérimentées. Pour les kayakistes, un roulement solide est fortement recommandé. Les rapides qui se trouvent à l'extrémité inférieure ou supérieure de cette plage de difficulté sont respectivement désignés Classe IV- ou Classe IV +. |  |
| Classe V: Expert                             | Rapides extrêmement longs, obstrués ou très violents qui exposent un pagayeur à des risques supplémentaires. Les gouttes peuvent contenir de grandes vagues et des trous inévitables ou des chutes abruptes et encombrées avec des itinéraires complexes et exigeants. Les rapides peuvent continuer sur de longues distances entre les piscines, exigeant un haut niveau de forme physique. Les tourbillons existants peuvent être petits, turbulents ou difficiles à atteindre. À l'extrémité supérieure de l'échelle, plusieurs de ces facteurs peuvent être combinés. Le dépistage est recommandé mais peut être difficile. Les baignades sont dangereuses et le sauvetage est souvent difficile, même pour les experts. Un équipement adéquat, une vaste expérience et des compétences de sauvetage expérimentées sont essentiels. En raison du large éventail de difficultés qui existe au-delà de la classe IV, la classe V est une échelle ouverte à plusieurs niveaux désignée par la classe 5.0, 5.1, 5.2, etc. Chacun de ces niveaux est d'un ordre de grandeur plus difficile que le précédent. Autrement dit, passer de la classe 5.0 à la classe 5.1 est un ordre de grandeur similaire à celui de la classe IV à la classe 5.0. |  |
| Classe VI: Rapides extrêmes et exploratoires | Les courses de cette classification sont rarement tentées et illustrent souvent les extrêmes de difficulté, d'imprévisibilité et de danger. Les conséquences des erreurs sont graves et le sauvetage peut être impossible. Réservé aux équipes d'experts, à des niveaux d'eau favorables, après une inspection personnelle minutieuse et en prenant toutes les précautions. Après qu'un rapide de classe VI a été exécuté plusieurs fois, sa cote peut être changée en une cote de classe 5.x appropriée. |  |

## Précautions d'application
Ces classifications peuvent varier énormément, en fonction du niveau de compétence et de l'expérience des pagayeurs qui ont évalué la rivière. Par exemple, à la Conférence internationale de 1999 sur les loisirs et l'éducation en plein air, un auteur d'un guide de pagaie a souligné qu'il y avait trop de variations dans ce qui est couvert par la désignation de classe I et a proposé de faire d'autres distinctions dans les désignations d'eau plate de classe I et les désignations pour eaux vives de classe I +, dans le but de fournir de meilleures informations aux canoéistes, aux instructeurs menant des excursions et aux familles avec de jeunes enfants.
Le niveau d'une rivière ou d'un rapide est susceptible de changer avec le niveau de l'eau. Les hautes eaux rendent généralement les rapides plus difficiles et dangereux, bien que certains rapides puissent être plus faciles à fort débit car certaines caractéristiques sont couvertes ou balayées. Au stade de crue, même les rapides qui sont généralement faciles peuvent contenir des dangers mortels et imprévisibles. À l'inverse, certains rapides peuvent être plus faciles avec des niveaux d'eau plus bas lorsque les systèmes hydrauliques dangereux deviennent plus faciles à gérer. Certaines rivières avec des volumes élevés d'eau en mouvement rapide peuvent nécessiter peu de manœuvres, mais présenteront un risque sérieux de blessures ou de mort en cas de chavirage.

## Voir également
- Canoë
- Kayak